# Veronica Bekoe

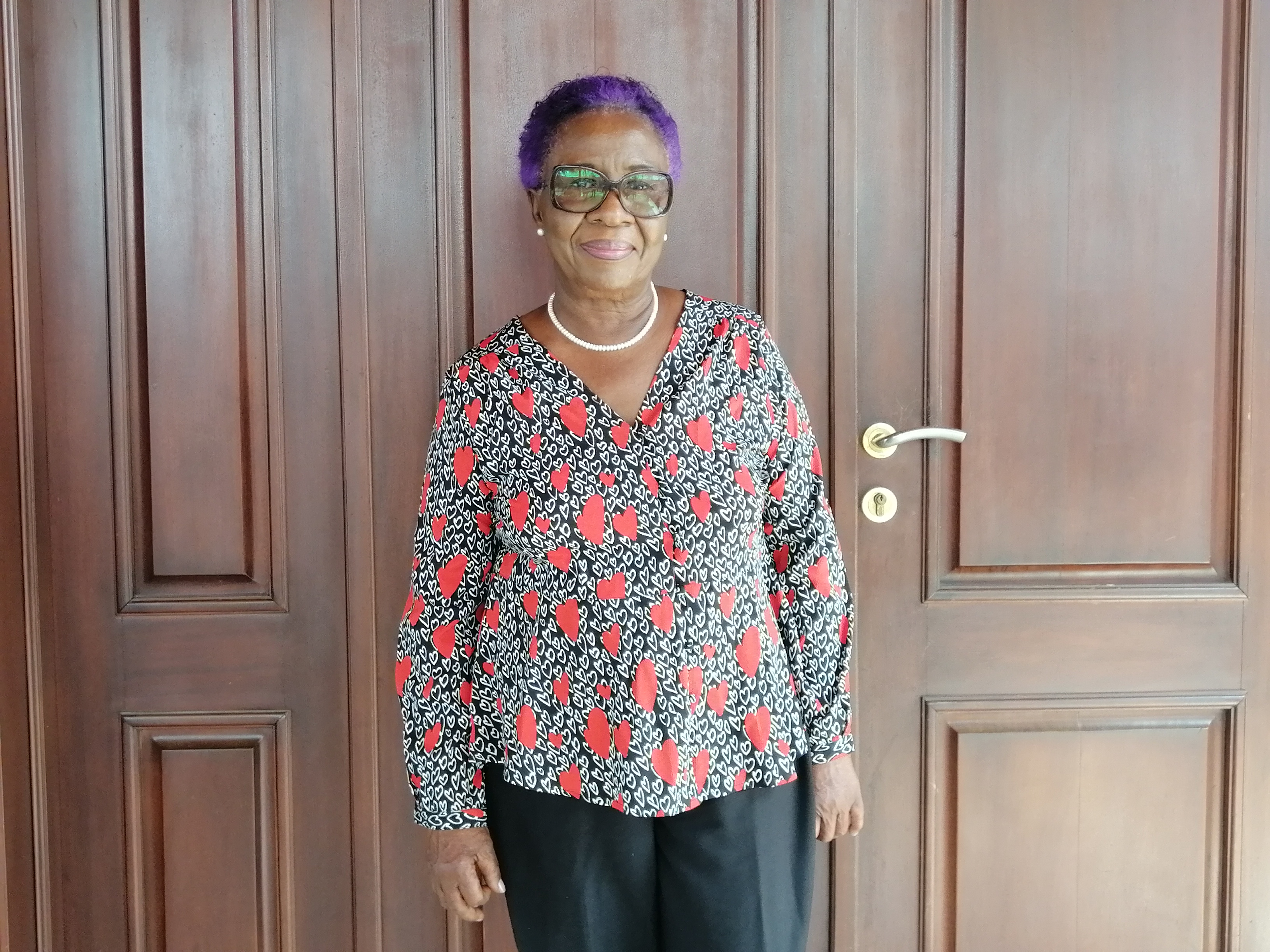
Veronica Bekoe

Veronica Ayele Bekoe (* 20. Jahrhundert) ist eine ghanaische Biologin. Sie ist in Ghana für ihre Erfindung des Veronica bucket bekannt.

## Leben und Werk
Bekoe studierte von 1968 bis 1972 an der Kwame Nkrumah University of Science and Technology (KNUST) und schloss ihr Studium mit einem Bachelor of Science in Biologie ab. Sie arbeitete dann bis 2008 am National Public Reference Laboratory in Accra. Hier wurde sie Leiterin und Ansprechpartnerin für das National AIDS/STI Control Program (NACP). Während ihrer Zeit im Labor erfand sie den Veronica bucket. Dieser hat die Handhygiene und die allgemeinen Hygienepraktiken deutlich verbessert und dazu beigetragen, Durchfallerkrankungen in Ghana und anderen afrikanischen Ländern zu reduzieren.
Bekoe beschäftigte sich als Leiterin des National Public Health Reference Laboratory und als Labor-Ansprechpartnerin für das National AIDS/STI Control Program (NACP) mit den Bereichen Labormanagement, Mentoring, Entwicklung von Schulungshandbüchern, Richtlinien und Standardarbeitsanweisungen für Labordiagnostik, Management- und Qualitätssicherungsprozessen, mikrobiologischen Verfahren, Laborlogistikmanagement, Laborbewertungen/-audits, Infektionsprävention in Laboren, technischer Unterstützung für Richtlinien zur Qualitätssicherung bei HIV-Tests und der Evaluierung von HIV-Testkits sowie Strukturierung, Schulung und Durchführung von Eignungsprüfungen in der HIV-Serologie.
Bekoe ist Mitglied des Vorstands der NGO Centre for Health System Strengthening (CFHSS).

## Veronica bucket

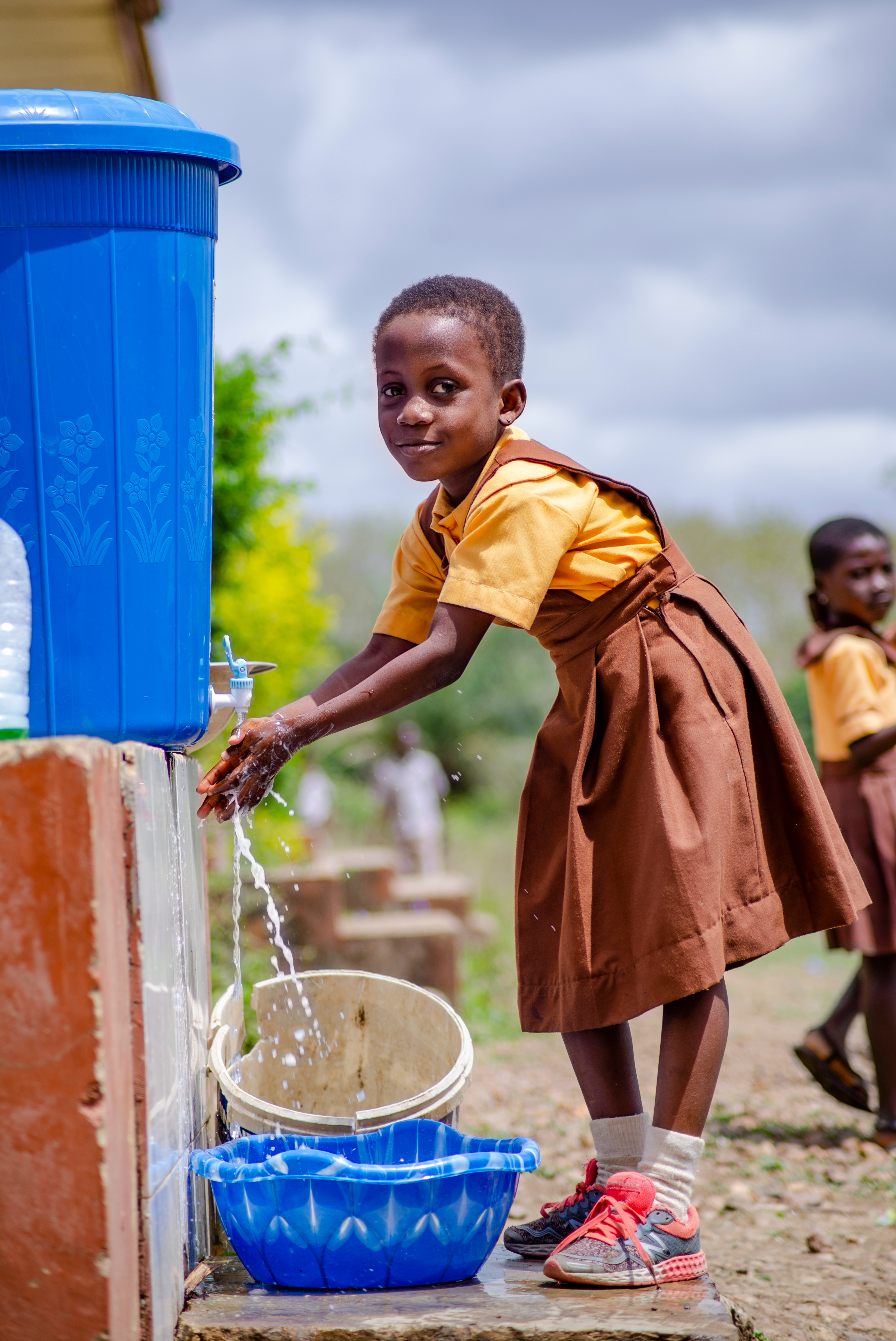
Dieses Mädchen aus New Winneba befolgte das Covid-19-Protokoll in ihrer Schule

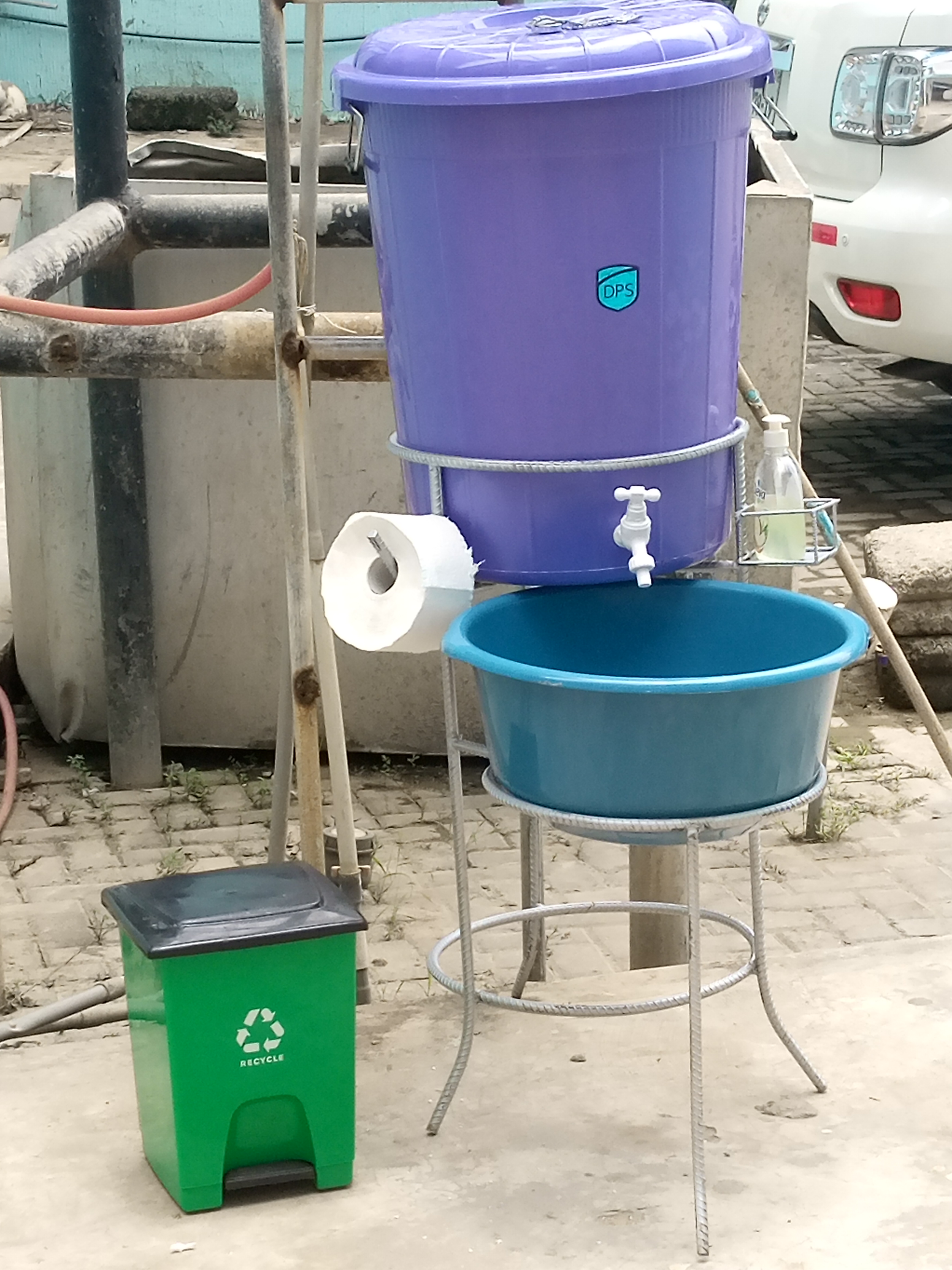
Veronica bucket zum Händewaschen mit Wasser und Seife

Das Programm „Wasser, Sanitäranlagen und Hygiene“ der US-Behörde für Internationale Entwicklung (USAID WASH for Health) hat in Zusammenarbeit mit Gemeinden in Ghana 2019 über 200 Veronica Buckets  an Einrichtungen verteilt. Veronica Buckets sind eine einfache und effektive Lösung zum Händewaschen in Gebieten ohne fließendes Wasser. Diese Maßnahmen fördern ein gesundes Händewaschverhalten nach dem Toilettengang und zu anderen Tageszeiten. Durch einfaches Händewaschen können vermeidbare Krankheiten um bis zu 50 Prozent reduziert werden. 2020 verfügten weniger als 15 Prozent der ghanaischen Haushalte über Handwaschgelegenheiten. 2021 entwickelte Bekoe eine verbesserte Version des Eimers, um die Ausbreitung des Coronavirus weiter einzudämmen. Bei der neuen Version muss der Benutzer nicht mehr den Wasserhahn berühren, sondern kann mit dem Fuß auf ein Pedal treten, um das Wasser zum Händewaschen zu aktivieren.

## Auszeichnungen und Ehrungen (Auswahl)
- 2019: als eine von sieben Frauen von Rebecca Akufo-Addo zum Internationalen Frauentag geehrt[7]
- 2023: Order of the Volta Award[8]